# En dam försvinner
En dam försvinner (originaltitel: The Lady Vanishes) är en thrillerfilm från 1938, i regi av Alfred Hitchcock. Filmen bygger på romanen The Wheel Spins av Ethel Lina White. Manuset skrevs av Sidney Gilliat och Frank Launder. I huvudrollerna ses Margaret Lockwood, Michael Redgrave och Dame May Whitty. 1979 gjordes en nyinspelning i regi av Anthony Page.
1999 placerade British Film Institute filmen på 35:e plats på sin lista över de 100 bästa brittiska filmerna genom tiderna. 

## Handling
Ett tåg fastnar i en lavin i ett otillgängligt område. Ombord på tåget finns bl.a. musikstudenten Gilbert, den unga kvinnan Iris som efter sin semester ska gifta sig, och den äldre damen Miss Froy.
Iris och Miss Froy blir vänner, men efter att Iris fått en blomkruka i huvudet och svimmat, har Miss Froy försvunnit, och de andra passagerarna påstår att Miss Froy aldrig har existerat och att Iris måste hallucinera. Iris och den till en början skeptiske Gilbert börjar undersöka saken och upptäcker att Miss Froy hålls fången i en avskild del av tåget. Miss Froy avslöjar då att hon i själva verket är en brittisk spion och överlåter åt det unga paret att överlämna ett hemligt meddelande till det brittiska utrikesdepartementet innan hon tvingas fly under en skottlossning.

## Rollista
- Margaret Lockwood - Iris Henderson
- Michael Redgrave - Gilbert Redman
- Paul Lukas - Dr. Egon Hartz
- May Whitty - Miss Froy
- Cecil Parker - Mr. Todhunter
- Linden Travers - "Mrs." Todhunter
- Naunton Wayne - Caldicott
- Basil Radford - Charters
- Mary Clare - Baronessan
- Emile Boreo - Hotellchefen
- Googie Withers - Blanche
- Sally Stewart - Julie
- Philip Leaver - Signor Doppo
- Selma Vaz Dias - Signora Doppo
- Catherine Lacey - Nunnan
- Josephine Wilson - Madame Kummer
- Charles Oliver - Officeren
- Kathleen Tremaine - Anna

## Hitchcocks cameo
Precis som i så många andra av sina filmer, gör Hitchcock själv en cameo i filmen. Medan de för det mesta är i filmens början, är den i denna film emellertid i slutet av filmen, när han föreställer en man som röker en cigarr på Victoria Station.

## Bandrika
Bandrika är ett fiktivt land där filmen utspelar sig. Det ligger någonstans i Europa och i filmen antyds det att det ska ligga i Centraleuropa och troligtvis vid Alperna. Det liknar till stor del Österrike. I filmen är det politiskt instabilt och har vissa likheter med Nazityskland. De repliker som sägs på det lokala språket som talas i landet är en sammansättning av flera europeiska språk.